# むつみ屋
むつみ屋（むつみや）は、北海道樺戸郡月形町で創業し、2022年6月現在関東に3店舗を展開するラーメン店チェーンである。

## 沿革

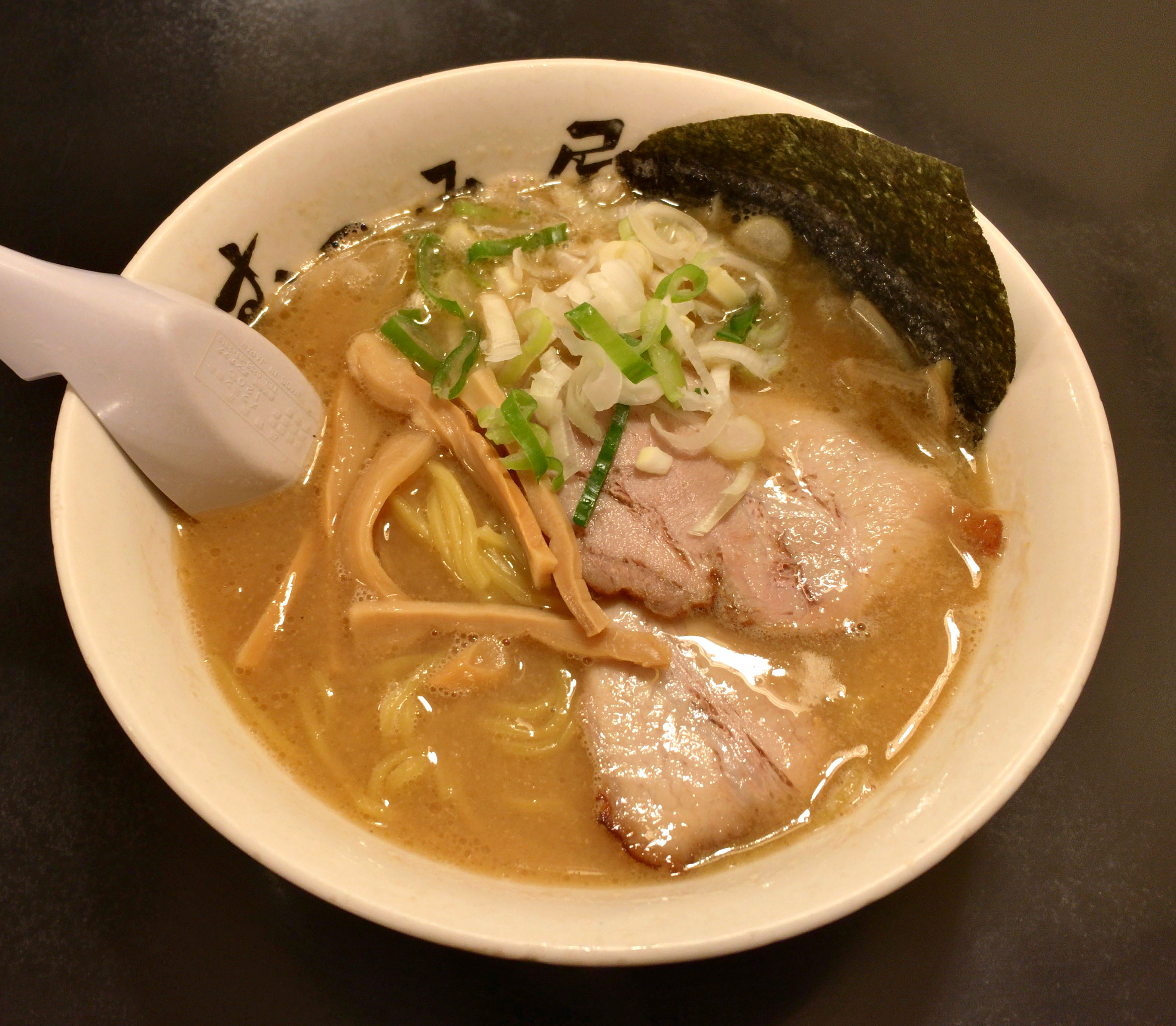
白味噌らーめん

創業者の竹麓輔が、大手学習塾管理職で就業中の副業で開業したラーメン屋が繁盛したものの、閉業を余儀なくされる。創業者の知人の援助の元、1996年12月24日に北海道の月形町に『らーめん むつみ屋』をオープンした。開店初日の客は、2名だった。
1997年の道新スポーツでの『あなたが選ぶラーメン大賞』で受賞を果たす。札幌にも出店する。
1998年、川崎市の溝の口に本州最初の店（現在の本店）が実現する。
その後、竹麓輔は、むつみ屋創業者として、注目を浴び、2000年2月、テレビ東京系列の『愛の貧乏脱出大作戦』に3人同時ラーメン修業の達人として番組に出演するほどとなる。2000年6月に株式会社ハートランドを設立し、ジンギスカン店の『カルニチン堂』などの飲食店の開業を手がけている。
直営店、FC合わせて100を超えるようになり、売上も2004年12月期には41億円以上に達した。しかし急速な事業拡大により借入金が膨らむ一方で、競争激化により店舗あたりの来店客数が低下、2012年12月期には売上が8億円まで縮小、2013年11月1日に東京地裁に自己破産を申請した。同時に月形総本店も閉店した。
株式会社ハートランドは自己破産をしたものの、むつみ屋の営業権および商標権は株式会社YCP Retailingに引き継がれ運営が行われている。
2015年4月に赤坂にて株式会社YCP Retailing運営下で初の出店が行われ、2店目も都内に出店したが、2店目は1年も経たずに閉店となった。
2018年4月、香港の飲食チェーンに売却。